# 荘川村

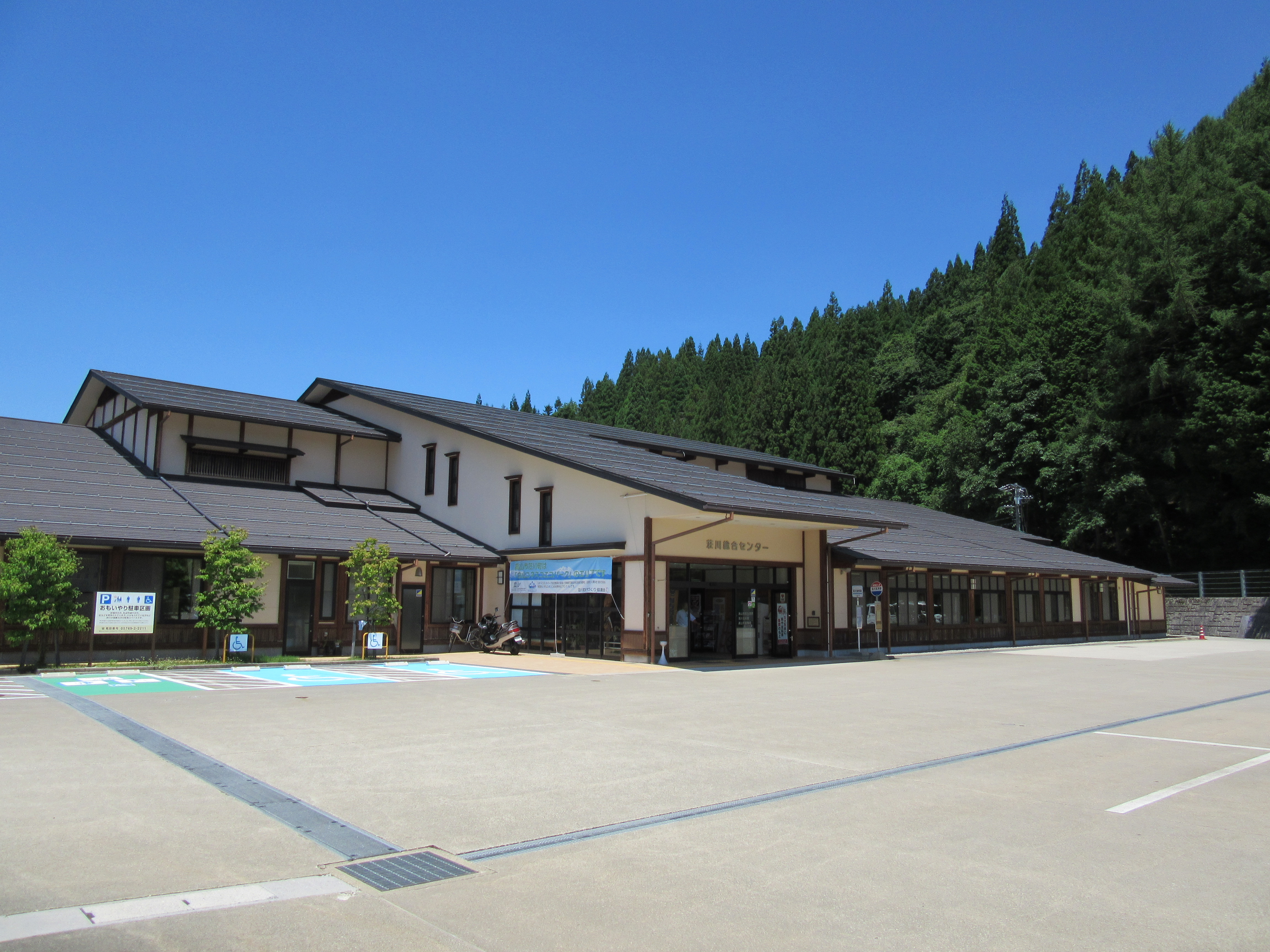
高山市役所荘川支所

荘川村（しょうかわむら）は、岐阜県大野郡にあった村である。
2005年2月1日に大野郡内の白川村を除いた6村および吉城郡の2町村とともに高山市に編入した。

## 地理
岐阜県大野郡に属する村で、県北西部にあり石川県、福井県に接する。
西を両白山地、東を飛騨高地の山々に囲まれた山村で、富山県で日本海に注ぐ庄川の最上流域である。
飛騨高地の山々から流れ出す河川は村内を北流し、村の北端で御母衣ダムに堰き止められ、御母衣湖を形成する。
村の中心部の標高は約800mと高所にあり、気候は冷涼。冬期には大量の降雪を記録する。
- 山：大日ヶ岳、別山、鷲ヶ岳、烏帽子岳
- 河川：御手洗川、一色川、尾上郷川
- 湖沼：御母衣湖

### 市外局番
市外局番は05769（荘川MA）であり、隣接する白川村と同じである。なお、高山市となった現在も市外局番は変更されていない。

## 気象
アメダスがおかれている六厩地区は、標高が900mを超える東海地方一の寒冷地帯であり、亜寒帯湿潤気候に属し、1981年2月28日には-25.4℃を記録。21世紀に入ってからも2003年1月16日に-23.4℃を観測しているなど、今でも毎年のように-20℃を下回る気温が観測される。
| 六厩（高山市）1981 - 2010年平均の気候 | 六厩（高山市）1981 - 2010年平均の気候 | 六厩（高山市）1981 - 2010年平均の気候 | 六厩（高山市）1981 - 2010年平均の気候 | 六厩（高山市）1981 - 2010年平均の気候 | 六厩（高山市）1981 - 2010年平均の気候 | 六厩（高山市）1981 - 2010年平均の気候 | 六厩（高山市）1981 - 2010年平均の気候 | 六厩（高山市）1981 - 2010年平均の気候 | 六厩（高山市）1981 - 2010年平均の気候 | 六厩（高山市）1981 - 2010年平均の気候 | 六厩（高山市）1981 - 2010年平均の気候 | 六厩（高山市）1981 - 2010年平均の気候 | 六厩（高山市）1981 - 2010年平均の気候 |
| 月                                    | 1月                                   | 2月                                   | 3月                                   | 4月                                   | 5月                                   | 6月                                   | 7月                                   | 8月                                   | 9月                                   | 10月                                  | 11月                                  | 12月                                  | 年                                    |
| ------------------------------------- | ------------------------------------- | ------------------------------------- | ------------------------------------- | ------------------------------------- | ------------------------------------- | ------------------------------------- | ------------------------------------- | ------------------------------------- | ------------------------------------- | ------------------------------------- | ------------------------------------- | ------------------------------------- | ------------------------------------- |
| 平均最高気温 °C （°F）                | −0.2 (31.6)                           | 0.7 (33.3)                            | 4.6 (40.3)                            | 12.1 (53.8)                           | 17.8 (64)                             | 21.2 (70.2)                           | 24.7 (76.5)                           | 26.1 (79)                             | 21.6 (70.9)                           | 15.6 (60.1)                           | 9.5 (49.1)                            | 3.0 (37.4)                            | 13.0 (55.4)                           |
| 日平均気温 °C （°F）                  | −5.3 (22.5)                           | −4.9 (23.2)                           | −1.1 (30)                             | 5.2 (41.4)                            | 10.9 (51.6)                           | 15.4 (59.7)                           | 19.4 (66.9)                           | 20.3 (68.5)                           | 16.1 (61)                             | 9.2 (48.6)                            | 3.1 (37.6)                            | −2.3 (27.9)                           | 7.2 (45)                              |
| 平均最低気温 °C （°F）                | −11.7 (10.9)                          | −11.8 (10.8)                          | −7.5 (18.5)                           | −1.8 (28.8)                           | 3.5 (38.3)                            | 9.6 (49.3)                            | 14.7 (58.5)                           | 15.5 (59.9)                           | 11.3 (52.3)                           | 3.4 (38.1)                            | −2.6 (27.3)                           | −8.0 (17.6)                           | 1.2 (34.2)                            |
| 降水量 mm （inch）                    | 152.0 (5.984)                         | 135.4 (5.331)                         | 173.4 (6.827)                         | 175.9 (6.925)                         | 221.2 (8.709)                         | 262.4 (10.331)                        | 331.8 (13.063)                        | 233.6 (9.197)                         | 324.6 (12.78)                         | 165.4 (6.512)                         | 143.8 (5.661)                         | 137.1 (5.398)                         | 2,439.3 (96.035)                      |
| 出典：                                |                                       |                                       |                                       |                                       |                                       |                                       |                                       |                                       |                                       |                                       |                                       |                                       |                                       |

## 隣接していた自治体
- 郡上市、白川村、清見村
- 福井県 大野市
- 石川県 白峰村

## 歴史

### 沿革
- 1889年（明治22年）7月1日- 町村制施行により大野郡荘川村が成立する。
- 2005年（平成17年）2月1日 -大野郡清見村・宮村・久々野町・朝日村・高根村、吉城郡国府町・上宝村と共に高山市に編入される。

## 行政
- 村長：益戸美次（1995年4月30日 - 2005年2月1日）

## 教育
- 荘川村立荘川中学校
- 荘川村立荘川小学校

### 2005年以前に廃校となった学校
- 荘川村立中野中学校（1960年廃校）
- 荘川村立黒谷中学校（1961年廃校）
- 荘川村立黒谷中学校六厩分校（1961年廃校）
- 荘川村立中野小学校（1960年廃校）
- 荘川村立中野小学校尾上郷分校（1952年廃校）
- 荘川村立黒谷小学校（1989年廃校）
- 荘川村立黒谷小学校六厩分校（1976年廃校）
- 荘川村立荘川小学校野々俣分校（1970年廃校）

## 交通

### 鉄道
村内に鉄道路線なし。最寄り駅は、長良川鉄道越美南線北濃駅、あるいはJR東海高山本線高山駅。

### 路線バス
- 濃飛バス 清見・荘川線
- 岐阜バス
  - 高速白川郷線
  - 荘川八幡線（一般道経由・2010年9月廃止）

### 道路
高速道路
- 東海北陸自動車道
  - 荘川インターチェンジ

一般国道
- 国道156号
- 国道158号
- 国道257号

主要地方道
- 村内に主要地方道はなし。

一般県道
- 岐阜県道452号惣則高鷲線

## 観光地
- 御母衣ダム
- 荘川桜
- 一色国際スキー場
- 荘川高原スキー場
- 荘川神社